# Cordyligaster petiolata
Cordyligaster petiolata là một loài ruồi trong họ Tachinidae.